# 半落ち
『半落ち』（はんおち）は、横山秀夫の小説。またそれを原作とするテレビ・映画作品である。
「半落ち」の原義は警察用語で、「一部自供した」という意味である。

## 受賞歴等
小説は2003年第128回直木賞の最終選考過程まで残るものの落選した。選考後、一部選考委員から「致命的欠点が存在」と指摘され、議論を巻き起こした（詳細については横山秀夫の項を参照）。作品は辛辣な批評を受けたものの、読者の好意的な評価を得てベストセラーになるとともに、2003年週刊文春ミステリーベスト10第1位に選ばれている。
小説を原作とした映画は、2005年第28回日本アカデミー賞最優秀作品賞を受賞し、主演の寺尾聰は最優秀主演男優賞を獲得するに至っている。音楽担当の寺嶋民哉も優秀音楽賞を受賞。
また、テレビドラマ版は2007年12月8日に『土曜ワイド劇場』30周年・放送1500回記念特別企画としてテレビ朝日系列で放送された（BS朝日でも2008年1月20日に放送された）。

## ストーリー
「私、梶聡一郎は、3日前、妻の啓子を、自宅で首を絞めて、殺しました」
県警捜査一課強行犯係指導官、志木和正警視は、連続少女暴行事件の捜査に当たっていた。犯人確保の電話を待つが、かかってきた電話の内容は、上司からの「現職警察官による、妻の殺人の取り調べを担当せよ」という依頼だった。自首してきた犯人、元警察官の梶聡一郎は、アルツハイマー病に侵された妻の啓子を殺害した動機、経緯についてすべて正直に話し、事件は「完落ち」で終わるかに見えた。
だが、事件が発生してから出頭するまでの「空白の二日間」について、梶は一切の供述を拒否する。その後、家宅捜索と新聞社によって、「空白の二日間」に梶は歌舞伎町へ行ったらしい事がわかった。また、梶の自宅には「人間五十年」という奇妙な書が残されていた。「空白の二日間」の供述をじっくりと取ればよい、と考えていた志木だが、「歌舞伎町」の悪いイメージが独り歩きすることを恐れた上層部は、保身のため、梶に虚偽の供述をさせるよう志木に強制する。
事件は検察にまわされ、志木と面識のある地方検察庁三席検事、佐瀬銛男は、供述が捏造であることを見抜き、警察内部の調査を進めようとする。志木に捜査を託された佐瀬は、県警に無断で検察による梶の家宅捜索を行うが、肝心な物証はすでに県警に持ち去られた後だった。いよいよ警察本部の調査に乗り出そうとしたとき、横領の疑いで以前から内偵を受けていた検察内部の人間が、置き引きにより県警に逮捕される。上位捜査機関である検察の人間が、下位組織の警察に逮捕されるなどということは、検察にとってあってはならない恥辱である。県警は検察に「逮捕は検察内部の調査により行われた」こととする代わりに、梶の事件について、供述の捏造を黙認するよう取引を持ちかけた。検察は取引に応じ、県警の不正を暴こうとした佐瀬の努力は闇に葬られる。
偶然にも、佐瀬の口論を聞いてしまった東洋新聞支局記者 中尾洋平は、独自に調査を開始し、梶聡一郎の「空白の二日間」と「供述の捏造」を説明するための情報を集め始める。駆け引きの末、ついに一大スクープを得たが、警察、検察の隠蔽にあい、立ち消えとなってしまう。
佐瀬と同期生の居候弁護士 植村学は、被害者の姉（＝梶の義姉）である島村康子に、梶の弁護を引き受けたいと持ちかける。その裏には『人権派で名を上げたい』という考えがあった。梶の私選弁護人となった植村は、島村から梶は歌舞伎町に行ったことをつかむが、梶からは証言を得ることができなかった。この不完全な証言では不利になると考えた植村は、島村の証言を公表しなかった。
時間がたち、事件も忘れ去られたころ、裁判官の藤林圭吾は、この事件の担当になる。警察発表に疑念を持ちつつ、初公判に臨むが、警察、検事、弁護士までが、「空白の二日間」について口をつぐんでいた。現実に藤林は驚愕するが、高名な裁判官だった父もアルツハイマー病に侵されており、梶の妻のように「自分がまともなうちに殺してくれ」と、妻に頼んでいたことを知る。裁判で、佐瀬は梶を厳しく糾弾しながらも、懲役4年という短い求刑をする。藤林は真相の解明を諦め、その求刑を受諾することにした。
定年間近の刑務官 古賀誠司は、新しく迎えたおかしな受刑者、梶聡一郎の処遇に困っていた。そこに志木という男からたびたび電話が入るようになる。そして遂に志木は、「人間五十年」の謎の解明に成功する。

## 映画
新聞記者の中尾洋平が、「中尾洋子」として女性記者に変更されている。
2005年3月23日にTBS系列の「水曜プレミア」でテレビで初めて放送された。2007年12月27日にテレビで再放送されて、視聴率は11.0%（ビデオリサーチ調べ、関東地区）。

### 出演者
- 梶聡一郎（元県警警務部教養課次席・警部）：寺尾聰
- 志木和正（県警捜査第一課強行犯係指導官・警視）：柴田恭兵
- 佐瀬銛男（地検検事）：伊原剛志
- 梶啓子（聡一郎の妻）：原田美枝子
- 島村康子（啓子の姉）：樹木希林
- 中尾洋子（新聞記者）：鶴田真由
- 藤林圭吾（裁判官特例判事補）：吉岡秀隆
- 藤林澄子（藤林の妻）：奥貫薫
- 藤林圭一（元裁判官で藤林の父）：井川比佐志
- 辻内（裁判長）：本田博太郎
- 片桐時彦（洋子の上司）：田辺誠一
- 植村学（弁護士）：國村隼
- 植村亜紀子（学の妻）：高島礼子
- 高木ひさ江（啓子の主治医）：奈良岡朋子
- 笹岡（県警警務部長）：斎藤洋介
- 鈴木孝夫（地検検察事務官）：田山涼成
- 岩村肇（県警刑事部長）：石橋蓮司
- 加賀美康博（県警本部長）：嶋田久作
- 古賀誠司（刑務官）：笹野高史
- 小国鼎（地検検事正）：西田敏行[3]

#### その他
- 高野しず子：岩本多代
- 伊予数男：中村育二
- 池上一志：高橋一生
- 梶俊哉（梶夫妻の息子）：石田法嗣
- 嶋尾康史、豊原功補、寺杣昌紀、加藤満、小川敏明、永倉大輔、並樹史朗、永井杏、久保田智子 ほか

### スタッフ
- 監督：佐々部清
- 脚本：田部俊行、佐々部清
- 音楽：寺嶋民哉
- 撮影：長沼六男
- 美術：山崎秀満
- 照明：吉角荘介
- 録音：高野泰雄
- 編集：大畑英亮
- 助監督：高橋浩
- 製作担当：林周治
- スクリプター：江口由紀子
- 音響効果：佐々木英世（東洋音響）
- 現像：東映ラボ・テック
- ロケ協力：高崎市、高崎フィルム・コミッション、富岡市、水上町 ほか
- 企画：坂上順、近藤邦勝
- 企画協力：近藤晋
- プロデューサー：中曽根千治、小島吉弘、菊地淳夫、濱名一哉、長坂勉
- 協力：骨髄移植推進財団
- 製作プロダクション：東映東京撮影所
- 製作：｢半落ち｣製作委員会（東映、TBS、住友商事、東京都ASA連合）

## テレビドラマ
テレビ朝日系列の2時間ドラマ『土曜ワイド劇場』（土曜21:00 - 23:21、JST）で30周年特別企画として2007年12月8日に放送された。主演は椎名桔平。
志木目線でストーリーが進み、志木が梶の元部下という設定が追加されている。また、尺の都合もあって裁判のエピソードはカットされており、弁護士の植村と裁判官の藤林は登場しない。ただし、藤林の設定の一部は志木に取り入れられている。視聴率は18.3%（ビデオリサーチ調べ、関東地区）。

### 出演者
- 志木和正（長野県警察本部刑事部強行犯担当指導官・警視）：椎名桔平[4]
- 梶聡一郎（被疑者。長野県警察本部警務部教務課次席・警部）：渡瀬恒彦
- 佐瀬銛男：高嶋政伸
- 梶啓子 （梶聡一郎警部の妻。被害者）：風吹ジュン
- 梶俊哉：吉川史樹
- 志木美紀：志保
- 池上一志：中林大樹
- 田沼光子：ふくまつみ
- 高野貢：隈部洋平
- 鈴木浩介
- 小林隆
- 森岡豊
- 加賀美康博（長野県警察本部本部長・警視監）：矢島健一
- 片桐時彦：深水三章
- 鈴木孝夫：斉藤暁
- 中尾洋平：東幹久
- 小久保令子：若村麻由美（友情出演）
- 伊予数男（長野県警察本部警務部長・警視長）：渡辺いっけい
- 志木道子：森口瑤子
- 島村康子：銀粉蝶
- 岩村肇（長野県警察本部刑事部長・警視正）：橋爪功
- 岩国鼎（検事正）：寺田農
- 志木忠正：竜雷太（当初の発表は小林桂樹）

### スタッフ
- 製作著作：テレビ朝日
- 製作協力：共同テレビジョン
- 企画協力：コブラピクチャーズ
- プロデューサー：佐藤涼一、川島保男、越智貞夫、高橋萬彦
- アソシエイトプロデューサー：高丸雅隆
- 演出：土方政人
- 脚本：佐伯俊道
- 音楽：村山竜二
- ロケ協力：富士の国やまなしフィルムコミッション、小山町フィルムコミッション、いばらきフィルムコミッション、安中市、富士吉田市、東京海洋大学 ほか
- 撮影協力：バスク、ベイシス、フジアール、国際放映
- 協力：骨髄移植推進財団

### 備考
- 山陰中央テレビジョン放送は、2008年10月18日13:00 - 15:20の放送枠で初放送している。